# William Hodgson (oficial da RAF)
William Henry Hodgson DFC (30 de setembro de 1920 - 13 de março de 1941) foi um piloto de caça neozelandês e ás da aviação que voou na Royal Air Force (RAF) durante a Segunda Guerra Mundial. Ele foi oficialmente creditado com a destruição de cinco aeronaves inimigas.
A Segunda Guerra Mundial estourou quando Hodgson ganhou suas asas e ele viajou para a Inglaterra a bordo do SS Remuera em março seguinte como oficial piloto interino. Pouco depois de sua chegada, tendo seguido para Uxbridge para um curso de iniciação, foi transferido para a Royal Air Force (RAF). Depois de completar sua indução, ele foi para a Unidade de Piloto de Caça No. 1 em Meir e depois para a Unidade de Treinamento Operacional No. 6 em Sutton Bridge para um curso de conversão no Hawker Hurricane.
Em 25 de maio de 1940, Hodgson foi destacado para o esquadrão No. 85, na época baseado em Debden como parte do esquadrao No. 12, qu sofreu várias baixas durante suas operações na Batalha da França e Hodgson foi um dos vários substitutos. Eles passaram o mês seguinte em treinamento, sob a supervisão do comandante, o líder do esquadrão Peter Townsend. O esquadrão logo começou a realizar patrulhas ao longo da costa leste e fornecer cobertura para comboios, operando a partir de Martlesham Heath pelos próximos dois meses e meio.